# 坂口昂吉
坂口 昂吉（さかぐち こうきち、1931年7月8日 - 2021年4月6日）は、日本の西洋史学者。学位は博士（史学）（慶應義塾大学・2000年）。慶應義塾大学名誉教授。

## 略歴
- 1931年 - 東京生まれ
- 1944年 - 東京高等師範学校附属国民学校（現・筑波大学附属小学校）卒業
- 1951年 - 東京教育大学附属中学校・高等学校（現・筑波大学附属中学校・高等学校）卒業
- 1956年 - 慶應義塾大学文学部卒業
- 1961年 - 同大学院博士課程単位取得退学
  - 1959年慶大文学部副手、1961年助手、1967年専任講師、1970年助教授、1975年教授、1975-1976年ローマ大学に学ぶ。
- 1996年 - 定年退任、名誉教授[2]
- 2000年 - 「中世の人間観と歴史 フランシスコ・ヨアキム・ボナヴェントゥラー」[3]で慶大博士（史学）

## 著書
- 『中世キリスト教文化紀行 ヨーロッパ文化の源流をもとめて』南窓社 1995
- 『中世の人間観と歴史 フランシスコ・ヨアキム・ボナヴェントゥラ』創文社 1999
- 『聖ベネディクトゥス 危機に立つ教師』南窓社 2003

### 共編著
- 『地中海世界と宗教』編著 慶応通信 1989
- 『フランシスカン霊性研究会講演集』前川登、福田誠二共編集・監修 聖母の騎士社 2006 フランシスカン研究
- 『フランシスコ会学派』上下、聖母の騎士社 2007 フランシスカン研究
- 『フランシスコ会学派における自然と恩恵』前川登、福田誠二、神崎忠昭共編集・監修 教友社 2010 フランシスカン研究

### 翻訳
- K.ブールダッハ『宗教改革・ルネサンス・人文主義』創文社 1974 歴史学叢書
- 『アウグスティヌス著作集 第8巻 ドナティスト駁論集』金子晴勇共訳 教文館 1984
- M.パコー『テオクラシー 中世の教会と権力』鷲見誠一共訳 創文社 1985 歴史学叢書
- ヴェルナー・デットロッフ『中世ヨーロッパ神学』南窓社 1988 キリスト教歴史双書
- 『中世思想原典集成　第12巻　フランシスコ会学派』上智大学中世思想研究所編、平凡社、2001